# Sremska Mitrovica
Sremska Mitrovica (Servisch: Сремска Митровица, Kroatisch: Srijemska Mitrovica, Hongaars: Szávaszentdemeter) is een stad gelegen in Servië, in de provincie Vojvodina. In 2003 telde de stad 39.200 inwoners.
De naam Sremska Mitovica is etymologisch te verklaren: letterlijk betekent het Mitrovica van Srem, waarbij Srem de naam van het gebied is (zo bestaat er analoog ook Kosovska Mitrovica). Mitrovica is dan weer een verbastering van Demetrius of Dimitrije in het Servisch. De stad was een onderdeel van het Romeinse Rijk en heette toen Sirmium, maar vanaf 1180 is het Civitas Sancti Demetrii gaan heten. Daarna verbasterde het naar Mitrovica.
Onder het Romeinse Rijk was de stad de hoofdstad van Pannonia Secunda. Het was een belangrijk centrum. In de 3e en 4e eeuw kwamen niet minder dan tien keizers uit Sirmium: Herennius Etruscus, Hostilianus, Decius, Claudius II, Quintillus, Aurelianus, Probus, Maximianus Herculius, Constantius II en Gratianus. Er zetelde een bisschop en er werden vier christelijke synodes gehouden. De Hunnen namen de stad in 441, gevolgd door de Ostrogoten en de Gepiden. Onder de Byzantijnse keizer Justinus II werd Sirmium in 567 weer bij het rijk gevoegd. De Avaren sloegen in 579 het beleg op voor Sirmium en dwongen de stad na drie jaar blokkade tot capitulatie.
Vandaag de dag is Sremska Mitrovica het bestuurlijk centrum van het district Srem van Servië.

## Geboren
- Branislav Ivanović (1984), voetballer